# Steeplechase (Pleasure Beach Resort)
Steeplechase im Pleasure Beach Resort (Blackpool, Lancashire, UK) ist eine Racing-Stahlachterbahn vom Modell Steeplechase des Herstellers Arrow Dynamics, die 1977 eröffnet wurde. Sie ist neben Wacky Soap Box Racers in Knott’s Berry Farm nur eine von zwei Auslieferungen des Modells Steeplechase des Herstellers und nach der Schließung von Wacky Soap Box Racers die einzige verbleibende Steeplechase-Achterbahn des Herstellers.
Sie besteht aus drei, annähernd identischen Strecken, auf denen die Fahrgäste gegeneinander eine Art Wettrennen fahren können.

## Wagen
Steeplechase besitzt auf den drei Strecken neun Wagen, die wie Pferde aussehen und in denen jeweils zwei Personen hintereinander Platz nehmen können.